# Cichorium pumilum
Cichorium pumilum — вид квіткових рослин родини айстрові (Asteraceae).

## Опис
Однорічна. Коріння морквоподібне. Стебла 15–30(60) см. Стебла помітно потовщені на вершині. Листя їстівне. Сім'янки ≈ 2,5 мм. Має блакитно-фіолетові квіти. Цвіте і плодоносить у травні.

## Поширення
Північна Африка: Єгипет; Лівія; Марокко; Туніс. Кавказ: Вірменія; Азербайджан. Західна Азія: Кіпр; Єгипет - Синай; Іран; Ірак; Ізраїль; Йорданія; Ліван; Сирія; Туреччина. Південна Європа: Албанія; Болгарія; Хорватія; Греція; Італія; Чорногорія; Франція; Португалія [вкл. Мадейра]; Гібралтар; Іспанія [вкл. Канарські острови]. Адвентивний: Бельгія; Німеччина; Польща; Швейцарія. Населяє узбіччя на глинистих ґрунтах, іноді засолених.

## Галерея

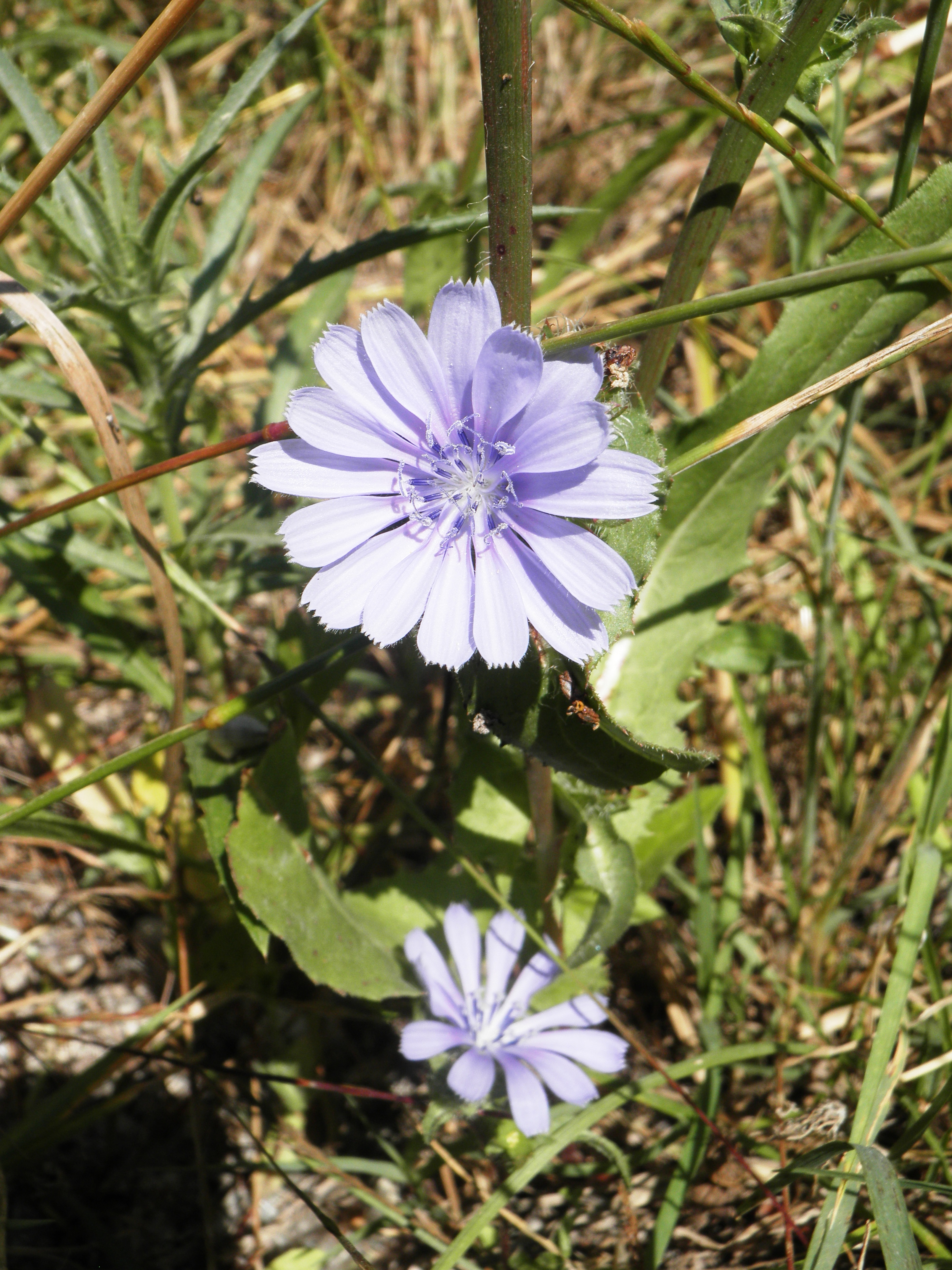

|  | Це незавершена стаття про айстрові. Ви можете допомогти проєкту, виправивши або дописавши її. |